# Ilex rugulosa
Ilex rugulosa é um gênero de plantas com flores. Foi descrito pela primeira vez por Huber e Adolpho Ducke .  Ilex rugulosa pertence ao gênero Ilex, e à família Aquifoliaceae.
Este tipo de planta pode ser encontrado em:
- norte do Brasil
  - Pará

Não há tipos listados como este.